# Itmam al-hujjah
Itmām al-hujjah (en árabe اتمام الحجة, finalización de la prueba, de itmāmu conclusión, realización y ḥuǧǧatu pretexto, prueba) es un concepto islámico que denota que la verdad religiosa ha sido completamente aclarada por un mensajero de Dios y puesta a disposición del pueblo, que no tiene excusa para rechazarlo. 

## Papel del mensajero
El concepto del Itmām al-hujjah requiere que la verdad religiosa sea presentada por un rasul (mensajero) y no por un nabi (profeta). El primero es aquel que recibe el mensaje para una comunidad en forma de libro y por tener asegurado el éxito en su difusión. Mientras que todos los rusul son anbiyaa, lo contrario no se cumple. en el Islam sunita, un Imán puede ser en sí mismo el hujjah a través del cual la presencia de Alá se establece para el creyente.
Véanse aclaraciones sobre Nabí y Rasul en Profetas del Islam.

## Castigo de los detractores
El Corán afirma que después de que se haya dado la Itmām al-hujjah, aquellos que rechacen la verdad religiosa no tienen ninguna excusa y serán castigados por Alá. Este castigo puede darse en este mundo y en la vida futura: el juicio en este mundo se considera un ensayo del castigo o recompensa final, el día del Qiyamah.
El Corán explica este castigo en el sura 14:

¿No os habéis enterado de lo que pasó a quienes os precedieron: el pueblo de Noé, los aditas, los tamudeos, y los que les sucedieron, que sólo Alá conoce? Vinieron a ellos sus enviados con las pruebas claras, pero llevaron las manos a sus bocas y dijeron: "No creemos en vuestro mensaje y dudamos seriamente de aquello a que nos invitáis".
Sura 14:9

Generalmente, se considera que el castigo vendrá como un desastre natural o por la mano del hombre.

### Clases de castigos

#### Por medio de desastres naturales
Llega con calamidades naturales, si el mensajero tiene muy pocos seguidores y algún lugar al que emigrar.
Los ejemplos en el Corán son los pueblos de Noé, Lot, Saleh, y Shoaib, que junto con algunas otras naciones fueron castigados con terribles tormentas, ciclones u otras calamidades que las destruyeron totalmente. Una excepción notable sería la gente del Libro, puesto que los monoteístas no fueron destruidos sino que quedaron reducidos a la esclavitud. Consideran que los judíos están siendo castigados por medio de la constante persecución de los seguidores de Jesús hasta el día del Juicio Final. que el Corán explica así: 

... Alá dijo: "¡Jesús! Voy a llamarte a Mí, voy a elevarte a Mí, voy a librarte de los que no creen y poner, hasta el día de la Resurrección, a los que te siguen por encima de los que no creen....
Sura 3:55

#### Por la mano del hombre
El castigo viene a través de las manos humanas cuando el mensajero ha emigrado con su gente a otro lugar en donde ha alcanzado soberanía política y un número considerable de seguidores. El mensajero consolida su poder y entrena a sus seguidores y los prepara para la batalla, de modo que puede desarraigas a los descreídos y establecer la supremacía de su religión.
Según Ghamdi, el principal ejemplo que muestra el Corán es Mahoma mismo, que después de conquistar la Meca y dar los politeístas árabes un plazo de cuatro meses, pidió a sus seguidores que les persiguieran y mataran hasta que abrazasen el Islam. El Corán dice:

Cuando hayan transcurrido los meses sagrados, matad a los asociadores dondequiera que les encontréis. ¡Capturadles! ¡Sitiadles! ¡Tendedles emboscadas por todas partes! Pero si se arrepienten, hacen la azalá y dan el azaque, entonces ¡dejadles en paz! Alá es indulgente, misericordioso.
Sura 9:5

Los musulmanes también citan a Moisés como otro ejemplo, especialmente su castigo a los que adoraron al becerro de oro.
Ghamdi afirma que otro verso del mismo sura se ocupa del castigo a los judíos y cristianos, puesto que a los monoteístas no se les amenaza con la muerte sino que quedan subyugados al estado de dhimmi:

¡Combatid contra quienes, habiendo recibido la Escritura, no creen en Alá ni en el último Día, ni prohíben lo que Alá y Su Enviado han prohibido, ni practican la religión verdadera, hasta que, humillados, paguen el tributo directamente!
Sura 9:29